# Яким (река)
Яким — река в Таймырском Долгано-Ненецком районе Красноярского края России, левый приток Пясины. Длина реки — 171 км, площадь водосборного бассейна — 1280 км².
Река вытекает из небольшого безымянного озерка на полуострове Таймыр на западе Северо-Сибирской низменности на высоте более 74 м над уровнем моря. От истока течёт преимущественно на юг. В нижнем течении направление меняется на юго-восточное. В среднем течении русло расширяется до 50-70 м. В бассейне ландшафт представляет собой арктическую тундру, большое число некрупных озёр. Берега часто заболоченные, в низовьях часто — обрывистые, встречается термокарст. Впадает в Пясину слева в 530 км от ее устья, у острова Гусиный, напротив впадения реки Шайтан, на высоте менее 9 м над уровнем моря. В нижнем течении ширина русла достигает 50 м при глубине 1,2 м.

## Основные притоки
Указаны поименованные притоки длиной 20 км и более.
| Название     | Расстояние от устья | Длина | Положение |
| ------------ | ------------------- | ----- | --------- |
| Песочная     | 25                  | 20    | правый    |
| Кантадабигай | 40                  | 47    | правый    |
| Лаола        | 126                 | 21    | правый    |

## Данные водного реестра
По данным государственного водного реестра России и геоинформационной системы водохозяйственного районирования территории РФ, подготовленной Федеральным агентством водных ресурсов:
- Бассейновый округ — Енисейский
- Речной бассейн — Пясина
- Речной подбассейн — нет
- Водохозяйственный участок — Пясина и другие реки бассейна Карского моря от восточной границы бассейна Енисейского залива до западной границы бассейна реки Каменная
- Код объекта в государственном водном реестре — 17020000112116100126703[5].